# Prima colpa (film 1939)
Prima colpa è un film del 1939, diretto dal regista Frank McDonald.